# Крістіан Лоаману
Крістіан Лоаману (англ.   Christian Loamanu, яп. クリスチャン・ロアマヌ народився 13 травня 1986 року в Татакамотонга) — японський регбіст тонганського походження, який виступав на позиціях вінга (крилового), центру (центрового) і фулбека (замикаючого).

## Біографія
Родом з сім'ї регбістів: його дід Тевіта Сітанілей грав за збірну Тонга на позиції півзахисника сутички (скрам-хава), а брат Сітані виступав за національну збірну по регбіліг . Крістіан покинув Тонга в віці 15 років, щоб вчитися в Японії: закінчив школу Сьоті Фукая і Сайтамський технологічний інститут. Кар'єру регбіста розпочав у клубі «Сайтама», де грав до 2008 року.
19 квітня 2005 року відбувся дебют Лоаману в національній збірній Японії в Монтевідео матчем проти Уругваю (поразка 24:18), причому на момент дебюту Крістіану було 18 років і 338 днів. Таким чином, Лоаману став наймолодшим дебютантом збірної Японії на той момент, поки цей рекорд не побив Йосікадзу Фудзіта . 8 травня відбувся другий матч в його кар'єрі за збірну проти Гонконгу, а через кілька днів він був дискваліфікований Японським союзом регбістів на один рік в плані заборони ігор за збірну: з'ясувалося, що Лоаману побився з японською жінкою-рестлером Мікою Акіно в одному з нічних клубів токійського району Роппонгі.
Повернення Лоаману в збірну відбулося в 2007 році, коли він заніс три спроби в грі проти Південної Кореї і відправився в складі збірної на чемпіонат світу . На світовій першості він зіграв три матчі, але очок не набрав, а його команда програла три зустрічі і звела одну внічию. У 2008 році він перейшов в клуб «Тосіба Брейв Лупус» і виграв Топ-Лігу сезону 2008/2009. Однак незабаром пролунав другий скандал: 12 січня 2009 року Лоаману після гри Топ-Ліги здав позитивний тест на марихуану, внаслідок чого був позбавлений права грати у фіналі Топ-Ліги. У лютому Лоаману рішенням Японського союзу регбістів був дискваліфікований довічно, втративши право грати і за збірну Японії, і в чемпіонаті Японії, а його клуб був відсторонений від Всеяпонського чемпіонату з регбі.
Дискваліфікований Лоаману поїхав грати до Європи, перейшовши в сезоні 2009/2010 в «Тулон», де він провів три сезони . У 2011 році тренер збірної Японії Джон Кіруен звернувся до Японського союзу регбістів скасувати дискваліфікацію Лоаману, проте в проханні було відмовлено, оскільки Лоаману «не вартий був представляти Японію» . У 2012 році Лоаману перейшов в «Беннетон Тревізо» з чемпіонату Італії після того, як його рішення підтримав його колишній тренер Джон Кіруен .
У травні 2014 року Лоаману перейшов в англійський клуб «Лестер Тайгерс» і був заявлений на чемпіонат Англії сезону 2014/2015 . У листопаді того ж року Японський союз регбістів зняв довічну дискваліфікацію з гравця , і хоча той висловив своє бажання знову грати за японську збірну , більше він матчів не проводив.
22 червня 2016 року Лоаману уклав контракт з французьким клубом «Прованс» на сезон 2016/2017 в дивізіоні Про Д2 .